# Stephen Wilson (atleta)
Stephen Raymond Wilson (Sydney, 28 dicembre 1971) è un ex atleta paralimpico australiano.

## Biografia
Wilson è nato a Sydney il 28 dicembre 1971. Nel 1986, mentre era studente al Newington College (1984-1987), Wilson fu investito da un camion e i medici furono costretti ad amputargli la gamba destra appena sotto il ginocchio. È sposato e ha cinque figli. Era un insegnante di educazione fisica ed è attualmente il preside della scuola cristiana di Dalby.

### Carriera sportiva

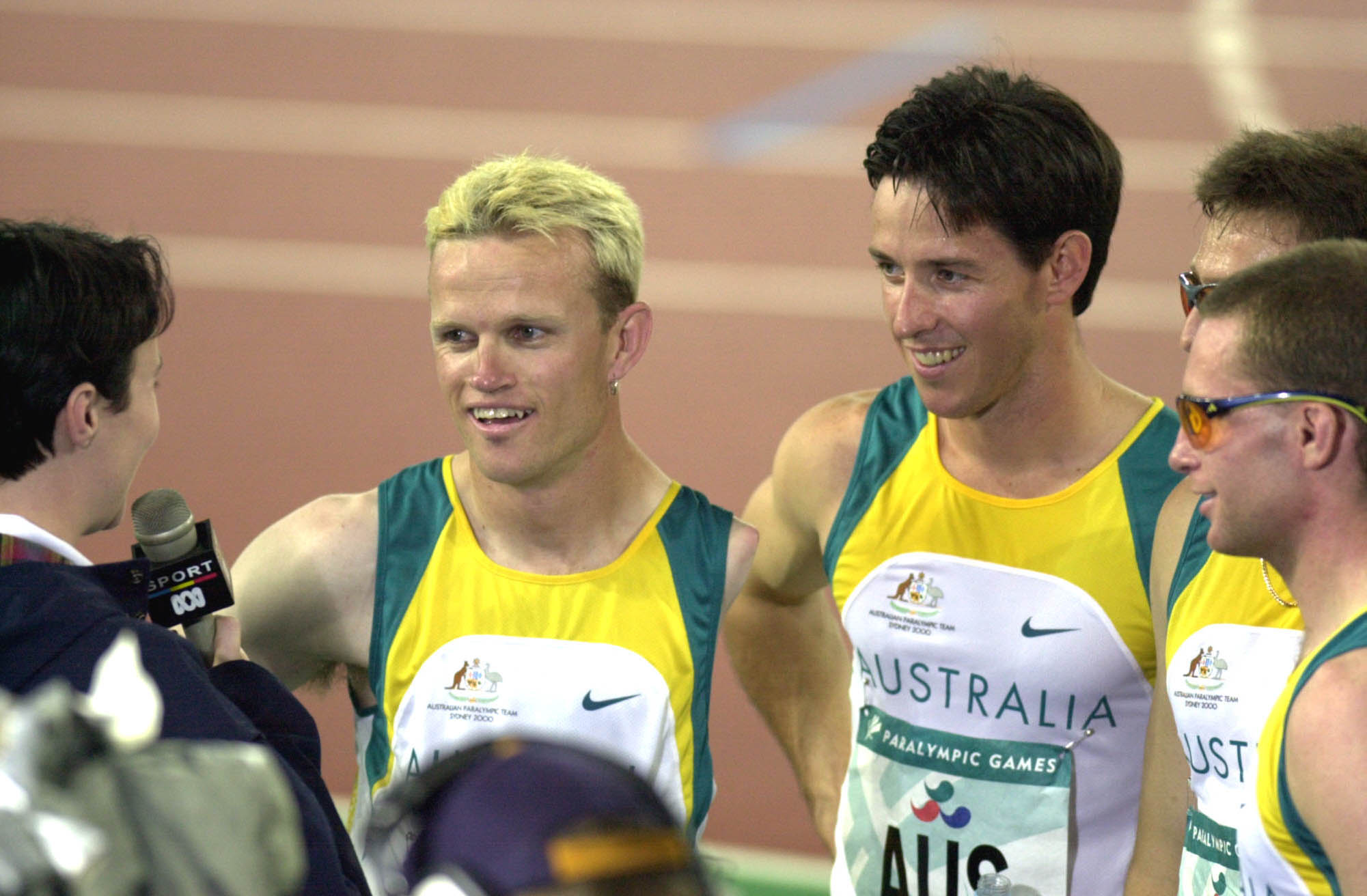
Stephen Wilson (secondo da destra, con i capelli neri), intervistato con i compagni di staffetta Tim Matthews (a sinistra), Neil Fuller (oscurato) e Heath Francis dopo la vittoria nella staffetta 4×400 m ai Giochi paralimpici di Sydney 2000.

Wilson ha iniziato la sua carriera nell'atletica leggera nel 1997; in quell'anno ha gareggiato al suo primo concorso nazionale e ha ricevuto il premio Paralimpico in crescita dell'anno. Ai Giochi paralimpici di Sydney 2000, ha vinto due medaglie d'oro nelle staffette 4×100 m T46 e 4×400 m, per le quali ha ricevuto una medaglia dell'Ordine dell'Australia. Alle Paralimpiadi di Atene 2004, ha vinto una medaglia d'argento nella gara 4×400 m T42–46 e una medaglia di bronzo nella staffetta 4×100 m T42–46. Alle Paralimpiadi di Pechino 2008, ha vinto una medaglia di bronzo nella staffetta 4×100 m T42–46. Si è ritirato dall'attività agonistica.

## Palmarès
| Anno | Manifestazione       | Sede       | Evento          | Risultato | Prestazione | Note |
| ---- | -------------------- | ---------- | --------------- | --------- | ----------- | ---- |
| 1998 | Mondiali paralimpici | Birmingham | 200 m piani T44 | Argento   |             |      |
| 1998 | Mondiali paralimpici | Birmingham | 400 m piani T44 | Argento   |             |      |
| 1998 | Mondiali paralimpici | Birmingham | 4×400 m T42-46  | Oro       |             |      |
| 2000 | Giochi paralimpici   | Sydney     | 4×100 m T46     | Oro       | 43"56       |      |
| 2000 | Giochi paralimpici   | Sydney     | 4×400 m T46     | Oro       | 3'32"44     |      |
| 2004 | Giochi paralimpici   | Atene      | 4×100 m T42-46  | Bronzo    | 44"03       |      |
| 2004 | Giochi paralimpici   | Atene      | 4×400 m T42-46  | Argento   | 3'33"55     |      |
| 2008 | Giochi paralimpici   | Pechino    | 4×100 m T42-46  | Bronzo    | 45"80       |      |